# Melodije morja in sonca 1997
XX. Melodije morja in sonca so potekale od 17. do 19. julija 1997 v Portorožu. Razdeljene so bile na štiri kategorije:
- osrednji večer popevk, ki je dal glavnega zmagovalca festivala,
- nova scena (neuveljavljeni in manj uveljavljeni izvajalci nad 17 let),
- otroški MMS (otroci, stari do 12 let) in
- najstniški MMS (13–17 let).

Glavni zmagovalci festivala so bili Faraoni s pesmijo Kar je res, je res. Zmagovalka nove scene je bila Tinkara Kovač s pesmijo Ne odhaja poletje.

## Popevke
Večer popevk sta vodila Miša Molk in Sandro Damiani, potekal pa je v portoroškem Avditoriju.
| #   | Izvajalec                | Naslov pesmi                        | Avtor glasbe – besedila − aranžmaja                  |
| --- | ------------------------ | ----------------------------------- | ---------------------------------------------------- |
| 1.  | Malibu                   | Še danes                            | Božidar Wolfand – H. Banič Wolfand − Božidar Wolfand |
| 2.  | Vili Resnik              | Ko vrbe jokajo                      | Matjaž Vlašič – Urša Vlašič − Sašo Fajon             |
| 3.  | Damjana Golavšek         | Krog                                | Karel Novak – Damjana Golavšek − Gregor Forjanič     |
| 4.  | Casino band              | Ujemi dih poletja                   | Tomaž Kozlevčar – Franci Toth − Kozlevčar            |
| 5.  | Alenka Godec             | Čas zaceli rane                     | Janez Bončina − Bončina − Primož Grašič              |
| 6.  | Tomo Jurak               | Ko bodo čolni zadnjič v noč odpluli | Tomo Jurak                                           |
| 7.  | Aleksander Mežek         | Naša ladja                          | Aleksander Mežek                                     |
| 8.  | Panda                    | Včasih                              | Andrej Pompe                                         |
| 9.  | Victory                  | Ne briga me                         | M. Vlahovič – Miša Čermak − Martin Štibernik         |
| 10. | Agropop                  | Pojdi z nami                        | Aleš Klinar                                          |
| 11. | Anika in Portoroški zbor | To je vse, kar imam                 | Marino Legovič – Drago Mislej − Legovič              |
| 12. | Kingston                 | Mene luna nosi                      | Dare Kaurič/Zvone Tomac – Kaurič − Tomac             |
| 13. | Avtomobili               | Poletje ljubezni                    | Mirko Vuksanovič – Marko Vuksanovič − Avtomobili     |
| 14. | Faraoni                  | Kar je res, je res                  | Enzo Hrovatin – Drago Mislej − Faraoni/Andrea Flego  |
| 15. | Gimme 5                  | Ti                                  | Boštjan Grabnar – Roman Jug − Grabnar                |
| 16. | Pop Design               | Greva na potep                      | Tone Košmrlj                                         |
| 17. | Miran Rudan              | Poletja ne bo                       | Marijan Mlakar – D. Levski − Miran Rudan             |
| 18. | Edvin Fliser             | Zapoj mi, morje                     | Edvin Fliser – M. Ozvatič − Aljaž Šimek              |

1. ↑  Nagrada mednarodne strokovne žirije za avtorstvo.
2. ↑  Martin Štibernik (glasba, aranžma), Miša Čermak (besedilo).

### Nagrade
Nagrade občinstva
- 1. nagrada: Faraoni – Kar je res, je res
- 2. nagrada: Avtomobili – Poletje ljubezni
- 3. nagrada: Alenka Godec – Čas zaceli rane

Nagrada za najboljši nastop
- Agropop (Pojdi z nami)

Nagrada za najboljšo interpretacijo
- Vili Resnik (Ko vrbe jokajo)

Nagrada za najboljšo priredbo
- Grega Forjanič za skladbo Krog (Damjana Golavšek)

## Nova scena
Novo sceno, ki je potekala v portoroškem Avditoriju, sta vodila Lorella Flego in Janez Dolinar. Kot gosta sta nastopila Manitas de Palma, kralj flamenka iz Španije, in Mišo Kovač.
| #   | Izvajalec                   | Naslov pesmi               | Avtor glasbe       | Avtor besedila         | Avtor aranžmaja      |
| --- | --------------------------- | -------------------------- | ------------------ | ---------------------- | -------------------- |
| 1.  | Gaucho                      | Če me želiš                | Elo Mihevc         | Elo Mihevc             | J. Križaj            |
| 2.  | Selekcija                   | Ne odhajaj                 | M. Leting          | M. Leting              | Blaž Jurjevčič       |
| 3.  | Tinkara Kovač               | Ne odhaja poletje          | Danilo Kocjančič   | Drago Mislej           | Marino Legovič       |
| 4.  | Best Company                | Veš, da nisem sam          | B. Petrovčič       | A. Jurca, B. Petrovčič | Best Company         |
| 5.  | Maja Pur                    | Balada o slikarju in krčmi | Boris Rošker       | I. Štrakl              | Danilo Ženko         |
| 6.  | Relax                       | Za vedno zaljubljena       | Miloš Petelin      | Miloš Petelin          | Miloš Petelin        |
| 7.  | Aurora                      | Odpelji me                 | Dragan Kikovič     | S. Bajc                | Aurora               |
| 8.  | R.E.M.I.                    | Lepa si                    | Bor Zuljan         | Igor Pirkovič          | Bor Zuljan, R.E.M.I. |
| 9.  | Casablanca                  | O, mama                    | A. Baša            | Tomo Jurak             | A. Baša              |
| 10. | Bonton                      | Sol na ustnicah            | Robert Humar       | Bonton                 | Bonton               |
| 11. | Tomaž Kozlevčar & Pinocchio | Srečen, da živim           | Tomaž Kozlevčar    | Dare Hering            | Tomaž Kozlevčar      |
| 12. | Lintvern                    | Če te srečam               | Drago Kramperšek   | Matjaž Zabukovec       | Igor Potočnik        |
| 13. | Mambo Kings                 | Poletje v srcu             | Aleš Bartol        | Aleš Bartol            | Aleš Bartol          |
| 14. | Eva, Robert, Jasmina        | Njegova pesem              | R. Vatovec         | R. Vatovec             | R. Vatovec           |
| 15. | Wellblott                   | Kar ni tedaj               | Matjaž Sterže      | Uroš Medved            | Matjaž Sterže        |
| 16. | Smrkci                      | Pozabljena                 | Stane Vrbek - Sten | Stane Vrbek - Sten     | Stane Vrbek - Sten   |

## Najstniški in otroški MMS
Najstniški in otroški MMS je potekal na portoroški plaži, vodila sta ga Deja Mušič in Davor Božič, kot gostje pa so nastopili Sound Attack in Gimme 5.
| #   | Izvajalec          | Naslov pesmi           | Avtor glasbe     | Avtor besedila  |
| --- | ------------------ | ---------------------- | ---------------- | --------------- |
| 1.  | Maja Šink          | Ti si kakor sonce      | Boštjan Grabnar  | Dare Hering     |
| 2.  | Tjaša Žnidarič     | Tat                    | Karel Novak      | Silva Bajc      |
| 3.  | Sašo Balant        | Od sreče zadet         | Tomaž Kozlevčar  | Dare Hering     |
| 4.  | Aleksandra Čermelj | Teh 15 let             | Danilo Kocjančič | Drago Mislej    |
| 5.  | Daniella           | Topli val morja        | Tomaž Stradovnik | Janez Hvale     |
| 6.  | Lucija Herženjak   | Portorož in jaz        | V. Herženjak     | M. Ella         |
| 7.  | Ylenia Zobec       | Scooter mojih sanj     | Edi Meola        | Giuliana Sidari |
| 8.  | Jasmina Movrin     | Ne bodi potrt          | Šterk            | B. Maselj       |
| 9.  | Renata Kolenc      | Mesec je prijatelj moj | Šterk            | B. Maselj       |
| 10. | Klavdija Kerin     | Ujemi me               | Majda Arh        | Majda Arh       |
| 11. | Foxy Teens         | Kje zdaj so vse noči   | Miki Šarac       | Miki Šarac      |
| 12. | Sandra Muhič       | Šolski zvonec          | Z. Dobrič        | Igor Pirkovič   |

1. ↑  Zmagovalka najstniškega MMS-a (do 16 let).
2. ↑  Zmagovalka otroškega MMS-a (mlajši od 12 let). Scooter dei miei sogni v italijanski različici.